# مارك غوتفريد
مارك غوتفريد (20 يناير 1964 في الولايات المتحدة - ) (بالإنجليزية: Mark Gottfried)‏ هو مدرب كرة سلة ولاعب كرة سلة أمريكي في مركز مدافع مسدد الهدف. لعب مع Alabama Crimson Tide ‏.

## وصلات خارجية
- مارك غوتفريد على موقع سبورتس رفرنس (الإنجليزية)
- مارك غوتفريد على موقع كلية كرة السلة في سبورتس رفرنس.كوم (الإنجليزية)
- مارك غوتفريد على موقع ريلجم (الإنجليزية)
- مارك غوتفريد على موقع كلية كرة السلة في سبورتس رفرنس.كوم (الإنجليزية)